# Saint-Éloy-d'Allier
Pour les articles homonymes, voir Saint-Éloy.
Pour l’article ayant un titre homophone, voir Saint Éloi.
Saint-Éloy-d'Allier est une commune française, située dans le département de l'Allier en région Auvergne-Rhône-Alpes.

## Géographie
La commune de Saint-Éloy-d'Allier est située à l'extrémité nord-ouest de l'Allier, à la limite du Cher.
Une petite partie du plan d'eau du barrage de Sidiailles (Cher) se trouve sur le territoire de la commune, ainsi que les ruines du château de La Roche-Guillebaud, qui dominent la retenue et le vallon de l'Arnon.
La limite méridionale de la commune passe immédiatement au sud de son chef-lieu actuel, de sorte que certaines maisons dépendent de la commune voisine de Viplaix.
Le méridien de Paris entre dans l'Allier sur le territoire de la commune, près du hameau de la Madeleine, non loin du plan d'eau.

### Hydrographie
Le territoire communal est arrosé par la rivière Arnon.

### Climat
Pour des articles plus généraux, voir Climat d'Auvergne-Rhône-Alpes et Climat de l'Allier.
En 2010, le climat de la commune est de type climat océanique dégradé des plaines du Centre et du Nord, selon une étude du CNRS s'appuyant sur une série de données couvrant la période 1971-2000. En 2020, Météo-France publie une typologie des climats de la France métropolitaine dans laquelle la commune est dans une zone de transition entre le climat océanique altéré et le climat de montagne ou de marges de montagne et est dans la région climatique Ouest et nord-ouest du Massif Central, caractérisée par une pluviométrie annuelle de 900 à 1 500 mm, maximale en automne et en hiver.
Pour la période 1971-2000, la température annuelle moyenne est de 10,6 °C, avec une amplitude thermique annuelle de 15,5 °C. Le cumul annuel moyen de précipitations est de 864 mm, avec 11,6 jours de précipitations en janvier et 7,5 jours en juillet. Pour la période 1991-2020, la température moyenne annuelle observée sur la station météorologique de Météo-France la plus proche, « Preveranges », sur la commune de Préveranges à 10 km à vol d'oiseau, est de 11,3 °C et le cumul annuel moyen de précipitations est de 911,3 mm,. Pour l'avenir, les paramètres climatiques de la commune estimés pour 2050 selon différents scénarios d'émission de gaz à effet de serre sont consultables sur un site dédié publié par Météo-France en novembre 2022.

## Urbanisme

### Typologie
Au 1er janvier 2024, Saint-Éloy-d'Allier est catégorisée commune rurale à habitat très dispersé, selon la nouvelle grille communale de densité à 7 niveaux définie par l'Insee en 2022.
Elle est située hors unité urbaine et hors attraction des villes,.

### Occupation des sols

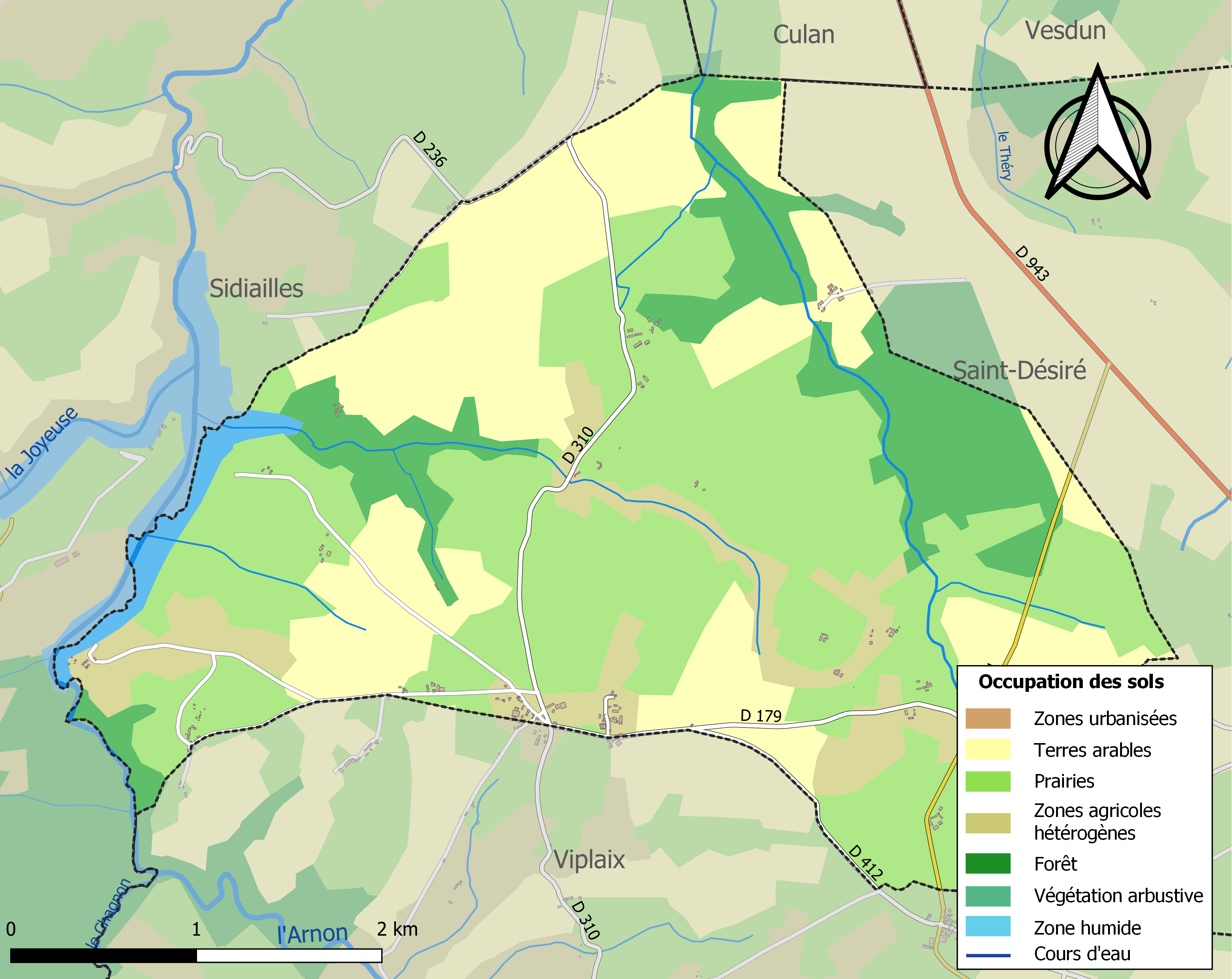
Carte des infrastructures et de l'occupation des sols de la commune en 2018 (CLC).

L'occupation des sols de la commune, telle qu'elle ressort de la base de données européenne d’occupation biophysique des sols Corine Land Cover (CLC), est marquée par l'importance des territoires agricoles (85,6 % en 2018), une proportion identique à celle de 1990 (85,6 %). La répartition détaillée en 2018 est la suivante : prairies (48,9 %), terres arables (26,5 %), forêts (12,7 %), zones agricoles hétérogènes (10,2 %), eaux continentales (1,7 %).
L'IGN met par ailleurs à disposition un outil en ligne permettant de comparer l’évolution dans le temps de l’occupation des sols de la commune (ou de territoires à des échelles différentes). Plusieurs époques sont accessibles sous forme de cartes ou photos aériennes : la carte de Cassini (XVIIIe siècle), la carte d'état-major (1820-1866) et la période actuelle (1950 à aujourd'hui).

### Voies de communication et transports
Le territoire communal est traversé par le sentier de grande randonnée de pays : Sur les pas des maîtres sonneurs.

## Histoire
La commune porte jusqu'en 1903 le nom de La Chapelette, d'après le nom d'un village situé à l'est de la commune. Le petit cimetière de la commune reste situé à proximité de ce village, sur le bord de la route départementale 179.

## Politique et administration
| Période                                  | Période                      | Identité          | Étiquette | Qualité                             |
| ---------------------------------------- | ---------------------------- | ----------------- | --------- | ----------------------------------- |
| Les données manquantes sont à compléter. |                              |                   |           |                                     |
| mars 2001                                | mars 2008                    | Jean Dumontet     |           |                                     |
| mars 2008                                | En cours (au 8 juillet 2020) | Bertrand Dumontet | ? puis LR | Agriculteur propriétaire exploitant |

## Population et société

### Démographie
L'évolution du nombre d'habitants est connue à travers les recensements de la population effectués dans la commune depuis 1793. Pour les communes de moins de 10 000 habitants, une enquête de recensement portant sur toute la population est réalisée tous les cinq ans, les populations de référence des années intermédiaires étant quant à elles estimées par interpolation ou extrapolation. Pour la commune, le premier recensement exhaustif entrant dans le cadre du nouveau dispositif a été réalisé en 2006.

En 2022, la commune comptait 56 habitants, en évolution de +24,44 % par rapport à 2016 (Allier : −1,38 %, France hors Mayotte : +2,11 %).
| 1793 | 1800 | 1806 | 1821 | 1831 | 1836 | 1841 | 1846 | 1851 |
| ---- | ---- | ---- | ---- | ---- | ---- | ---- | ---- | ---- |
| 304  | 160  | 234  | 204  | 254  | 242  | 332  | 302  | 303  |

| 1856 | 1861 | 1866 | 1872 | 1876 | 1881 | 1886 | 1891 | 1896 |
| ---- | ---- | ---- | ---- | ---- | ---- | ---- | ---- | ---- |
| 294  | 306  | 303  | 301  | 291  | 275  | 283  | 274  | 299  |

| 1901 | 1906 | 1911 | 1921 | 1926 | 1931 | 1936 | 1946 | 1954 |
| ---- | ---- | ---- | ---- | ---- | ---- | ---- | ---- | ---- |
| 259  | 244  | 223  | 189  | 210  | 221  | 221  | 155  | 181  |

| 1962 | 1968 | 1975 | 1982 | 1990 | 1999 | 2006 | 2011 | 2016 |
| ---- | ---- | ---- | ---- | ---- | ---- | ---- | ---- | ---- |
| 131  | 119  | 92   | 88   | 63   | 69   | 59   | 52   | 45   |

| 2021 | 2022 | - | - | - | - | - | - | - |
| ---- | ---- | - | - | - | - | - | - | - |
| 50   | 56   | - | - | - | - | - | - | - |

## Culture locale et patrimoine

### Lieux et monuments
- Lac de Sidiailles, à l'ouest du village et longé par le sentier de grande randonnée 41.
- Église Saint-Éloy du XIXe siècle.
- Château de la Roche-Guillebaud[18],[19] du XIIe siècle. Il est à l'état de ruines.